# Sindaci di Sant'Egidio del Monte Albino

Lo stemma.

L'elenco dei sindaci inizia dai "sindaci particolari" dell'università di Sant'Egidio, eletti insieme agli altri magistrati della comunità nell'agosto di ogni anno. Sant'Egidio faceva inoltre parte della Civitas Nuceriae, una sorta di confederazione di casali, suddivisa nei dipartimenti di Nucera Soprana e Nucera Sottana (a cui apparteneva l'università di Sant'Egidio) e retta da un triumvirato di "sindaci universali" (due eletti da Nucera Soprana e uno da Nucera Sottana). Questo elenco è incompleto a causa della perdita dei "Libri dei parlamenti", con i verbali delle assemblee cittadine che si tennero tra il 1543 e il 1808 e solo sporadicamente altri atti e documenti conservati ne hanno preservato il nome.
L'antico istituto dell'università fu quindi abolito da una legge promulgata nel 1806 da Giuseppe Bonaparte, re di Napoli durante l'occupazione napoleonica e sostituita dal comune. Il primo sindaco appose la propria firma sui registri di stato civile nel 1809. I sindaci si susseguirono con il Regno delle Due Sicilie e il Regno d'Italia, furono sostituiti da un podestà con la riforma fascista. Tra il 1929 e il 1946 la serie dei sindaci si interruppe in quanto il comune era stato abolito e integrato a quello di Angri. Con il riottenimento dell'autonomia amministrativa il comune di Sant'Egidio riprese ad avere propri sindaci, dopo un primo commissario prefettizio.

## Sindaci particolari dell'università

### Sindaci durante il Viceregno
Viceregno spagnolo
| Titolo    | Nome          | Cognome     | dal  | al   |
| --------- | ------------- | ----------- | ---- | ---- |
|           | Carlo         | Campanile   | 1543 | 1544 |
|           | Mizio         | Desiderio   | 1544 | 1545 |
|           | Merchurio     | Thomasone   | 1545 | 1547 |
| notar     | Johan Loisio  | De Fuscolis | 1547 | 1549 |
|           | Goffredo      | De Ariano   | 1549 | 1550 |
|           | Pietro Angelo | Falcone     | 1550 | 1551 |
| notar     | Johan Loisio  | De Fuscolis | 1551 | 1552 |
|           | Cola Fr.sco   | Ferriolo    | 1552 | 1553 |
|           | Francesco     | Ferriolo    | 1553 | 1554 |
|           | Donato        | Ferriolo    | 1554 | 1555 |
|           | Gio.Battista  | Falcone     | 1558 | 1559 |
|           | Gio.Pietro    | Desiderio   | 1570 | 1571 |
|           | Leonardo      | Stile       | 1571 | 1572 |
|           | Giacomo       | Falcone     | 1578 | 1579 |
|           | Michaele      | De Campora  | 1579 | 1580 |
|           | Lorenzo       | Spagnuolo   | 1580 | 1581 |
|           | Leonardo      | Stile       | 1581 | 1582 |
| notar     | Luise Antonio | Ferriolo    | 1584 | 1585 |
| notar     | Giovanni      | Ferriolo    | 1585 | 1586 |
| notar     | Giacomo       | Ferriolo    | 1586 | 1587 |
|           | Giacomo       | Falcone     | 1587 | 1588 |
|           | Baldassarre   | Desiderio   | 1588 | 1589 |
| notar     | Luise Antonio | Ferriolo    | 1589 | 1590 |
|           | Pietro Gio.   | De Campora  | 1590 | 1591 |
|           | Giacomo       | Falcone     | 1592 | 1593 |
|           | Orazio        | Spagnuolo   | 1595 | 1596 |
|           | Gio.Francesco | Falcone     | 1600 | 1601 |
|           | Giulio        | De Fuscolis | 1601 | 1602 |
|           | Gio.Francesco | Falcone     | 1604 | 1605 |
|           | Gio.Alfonso   | Spagnuolo   | 1605 | 1606 |
|           | Marcantonio   | De Campora  | 1609 | 1610 |
|           | Salvatore     | Falcone     | 1610 | 1611 |
|           | Gio.Alfonso   | Spagnuolo   | 1612 | 1613 |
|           | Francesco     | Falcone     | 1613 | 1614 |
|           | Ottavio       | De Fusco    | 1614 | 1615 |
|           | Gabriele      | Falcone     | 1616 | 1617 |
|           | Pietro Giov.  | De Campora  | 1617 | 1618 |
|           | Francesco     | Falcone     | 1618 | 1619 |
|           | Cesare        | Ferraioli   | 1619 | 1620 |
|           | Gio.Francesco | Ferraioli   | 1621 | 1622 |
| notaio    | Gio.Lorenzo   | Buoniconti  | 1623 | 1624 |
| notaio    | Leonardo      | Ferraioli   | 1624 | 1625 |
|           | Salvatore     | Falcone     | 1625 | 1626 |
|           | Gio.Nicola    | Attianese   | 1635 | 1636 |
| dottor    | Giuseppe      | Spagnuolo   | 1637 | 1638 |
|           | Torquato      | Atheniese   | 1641 |      |
|           | Flaminio      | Ferraioli   | 1642 | 1643 |
|           | Diego         | Ferraioli   | 1643 | 1644 |
|           | Torquato      | Atheniese   | 1646 |      |
|           | Filippo       | Falcone     | 1649 | 1650 |
|           | Gio.Carlo     | Livorano    | 1652 | 1653 |
| notaio    | Geronimo      | Buoniconti  | 1658 |      |
| notaio    | Geronimo      | Buoniconti  | 1673 | 1674 |
|           | Matteo        | Ferraiolo   | 1677 |      |
| dott.fis. | Gio.Battista  | Ferraiolo   | 1680 |      |
|           | Nicola        | Livorano    | 1681 | 1682 |
|           | Diego         | Ferraiolo   | 1683 |      |
|           | Domenico      | Ferraiolo   | 1685 | 1686 |
|           | Giovanni      | Buoniconti  | 1689 |      |
|           | Gaetano       | Desiderio   | 1692 |      |
| notaio    | Geronimo      | Buoniconti  | 1693 | 1694 |
| dottor    | Vincenzo      | Spagnuolo   | 1695 | 1696 |
| notaio    | Geronimo      | Buoniconti  | 1696 | 1697 |
|           | Torquato      | Atheniese   | 1697 | 1698 |
|           | Alessio       | Ferraiolo   | 1700 | 1701 |
| dott.fis. | Horazio       | Ferraiolo   | 1701 | 1702 |
| notaio    | Nicola        | Ferraiolo   | 1703 | 1704 |
|           | Torquato      | Atheniese   | 1704 | 1705 |
| dott.fis. | Nicola        | Ferraiolo   | 1711 | 1712 |
| dott.fis. | Francesco     | Atheniese   | 1714 | 1715 |
|           | Sebastiano    | Ferraiolo   | 1721 |      |
| dottor    | Vincenzo      | Spagnuolo   | 1725 | 1726 |
| dottor    | Flaminio      | Ferraiolo   | 1728 | 1729 |
| dottor    | Nicola        | Spagnuolo   | 1729 | 1730 |
|           | Domenico      | Ferraiolo   | 1732 | 1733 |

### Sindaci durante il Regno delle Due Sicilie
Regno delle Due Sicilie
| Titolo    | Nome          | Cognome         | dal  | al   |
| --------- | ------------- | --------------- | ---- | ---- |
|           | Andrea        | Ferraiolo       | 1734 | 1735 |
| dottor    | Flaminio      | Ferraiolo       | 1737 | 1738 |
| dottor    | Basilio       | Ferraiolo       | 1738 | 1739 |
|           | Domenico      | Ferraiolo       | 1740 | 1741 |
| dottor    | Basilio       | Ferraiolo       | 1746 | 1747 |
| dottor    | Domenico Ant. | Atheniese       | 1751 | 1752 |
| dottor    | Gio.Francesco | Ferrajolo       | 1752 | 1753 |
|           | Francesco     | Ferrajolo       | 1753 | 1754 |
| dott.fis. | Pantaleo      | Atheniese       | 1756 | 1757 |
| notar     | Domenico      | Ferrajolo       | 1758 | 1759 |
|           | Onofrio       | Ferraioli       | 1759 | 1760 |
| dottor    | Basilio       | Ferrajoli       | 1760 | 1761 |
| dottor    | Basilio       | Ferrajoli       | 1761 | 1762 |
|           | Domenico Ant. | Atheniese       | 1762 | 1763 |
|           | Domenico Ant. | Atheniese       | 1763 | 1764 |
|           | Domenico Ant. | Atheniese       | 1764 | 1765 |
| dottor    | Basilio       | Ferrajolo       | 1765 | 1766 |
| notar     | Domenico      | Ferrajolo       | 1766 | 1767 |
| dott.fis. | Francesco     | Desiderio       | 1768 | 1769 |
|           | Alessio       | Falcone         | 1769 | 1772 |
|           | Andrea        | Ferraioli Stile | 1776 | 1777 |
|           | Geronimo      | Falcone         | 1779 | 1780 |
|           | Flaminio      | Ferraioli       | 1781 | 1782 |
|           | Geronimo      | Falcone         | 1786 | 1787 |
|           | Saverio       | Falcone         | 1788 | 1789 |
|           | Andrea        | Ferraioli Stile | 1795 | 1796 |
|           | Giuseppe      | Mundo           | 1796 | 1797 |
|           | Giuseppe      | Mundo           | 1798 | 1799 |
|           | Andrea        | Ferraioli Stile | 1799 | 1800 |
| ten.      | Giuseppe      | Ferraioli       | 1800 | 1802 |
| avv.      | Aniello       | Falcone         | 1802 | 1804 |
|           | Nicola        | Ferraioli       | 1804 | 1805 |
|           | Andrea        | Ferraioli       | 1806 | 1807 |
| ten.      | Giuseppe      | Ferraioli       | 1807 | 1808 |

## Sindaci del Comune

### Sindaci durante il Regno di Napoli (periodo Napoleonico)
Regno di Napoli
| N. | Titolo | Nome               | Cognome   | dal  | al   |
| -- | ------ | ------------------ | --------- | ---- | ---- |
| 1  |        | Domenico Ant.Maria | FERRAJOLI | 1808 | 1809 |
| 2  |        | Giuseppe Maria     | FERRAJOLI | 1809 | 1809 |
| 3  |        | Cosmo Maria        | FERRAJOLI | 1810 | 1811 |
| 4  |        | Nicola Luigi       | FERRAJOLI | 1812 |      |
| 5  |        | Cosmo Maria        | FERRAJOLI | 1813 | 1816 |

### Sindaci durante il Regno delle Due Sicilie
Regno delle Due Sicilie
| N. | Titolo | Nome               | Cognome   | dal  | al   |
| -- | ------ | ------------------ | --------- | ---- | ---- |
| 6  |        | Domenico Ant.Maria | FERRAJOLI | 1817 | 1819 |
| 7  |        | Giuseppe Maria     | FERRAJOLI | 1820 | 1822 |
| 8  |        | Nicola             | FERRAJOLI | 1823 | 1828 |
| 9  |        | Giuseppe Maria     | FERRAJOLI | 1829 | 1830 |
| 10 |        | Nicola Luigi       | FERRAJOLI | 1831 | 1832 |
| 11 |        | Innocenzo Giuseppe | FERRAJOLI | 1833 | 1836 |
| 12 |        | Cosmo Maria        | FERRAJOLI | 1837 | 1839 |
| 13 | avv.   | Francesco Antonio  | FERRAJOLI | 1840 | 1845 |
| 14 | avv.   | Luigi              | FERRAJOLI | 1846 | 1848 |
| 15 | dott.  | Gennaro            | FALCONE   | 1849 | 1852 |
| 16 | dott.  | Nicola             | FERRAJOLI | 1853 | 1857 |
| 17 |        | Salvatore          | ATTIANESE | 1858 |      |
| 18 |        | Innocenzo Giuseppe | FERRAJOLI | 1859 | 1860 |

### Sindaci durante il Regno d'Italia
Regno d'Italia
| N. | Titolo | Nome               | Cognome   | dal  | al   | note                    |
| -- | ------ | ------------------ | --------- | ---- | ---- | ----------------------- |
| 19 |        | Carlo              | Cinque    | 1861 | 1862 | Commissario Prefettizio |
| 20 | avv.   | Francesco Antonio  | Ferrajoli | 1862 | 1864 |                         |
| 21 | avv.   | Andrea Maria       | Ferrajoli | 1864 | 1865 |                         |
| 22 |        | Flaminio           | Ferrajoli | 1865 | 1869 |                         |
| 23 | not.   | Giovanni Antonio   | Calabrese | 1870 | 1872 |                         |
| 24 | avv.   | Francesco Antonio  | Ferrajoli | 1873 | 1875 |                         |
| 25 |        | Aniello            | Calabrese | 1876 |      |                         |
| 26 | avv.   | Andrea Maria       | Ferrajoli | 1877 | 1878 |                         |
| 27 |        | Flaminio           | Ferrajoli | 1879 | 1881 |                         |
| 28 |        | Domenico           | Ferrajoli | 1881 | 1882 |                         |
| 29 | ing.   | Francesco Antonio  | Ferrajoli | 1882 |      |                         |
| 30 |        | Giuseppe Francesco | Fienga    | 1882 | 1885 |                         |
| 31 |        | Pietro             | Pia       | 1885 |      | Commissario Prefettizio |
| 32 | dott.  | Filippo            | Desiderio | 1888 |      |                         |
| 33 |        | Vincenzo           | Nitti     | 1888 |      | Commissario Prefettizio |
| 34 |        | Francesco          | Calabrese | 1890 | 1892 |                         |
| 35 |        | Michele            | Tortora   | 1892 | 1894 |                         |
| 36 |        | Francesco Saverio  | Ferrajoli | 1894 | 1912 |                         |
| 37 |        | Nicola             | Ferrajoli | 1913 | 1916 |                         |
| 38 |        | Carlo Salvatore    | Carrese   | 1917 | 1918 |                         |
| 39 |        | Beniamino          | Greco     | 1919 |      |                         |
| 40 |        | Matteo             | Landi     | 1920 |      | Commissario Prefettizio |
| 41 |        | Francesco Saverio  | Ferrajoli | 1920 | 1924 |                         |

### Podestà
| N. | Titolo | Nome  | Cognome   | dal  | al   |
| -- | ------ | ----- | --------- | ---- | ---- |
| 42 | avv.   | Luigi | FERRAJOLI | 1926 | 1929 |

### Sindaci durante la Repubblica
Repubblica italiana
| N. | Titolo | Nome          | Cognome     | dal        | al         | note                    |
| -- | ------ | ------------- | ----------- | ---------- | ---------- | ----------------------- |
| 43 | dr.    | Domenico      | Pellegrino  | 01.07.1946 | 31.10.1946 | Commissario Prefettizio |
| 44 | rag.   | Alfonso       | Pepe        | 31.10.1946 | 01.01.1950 |                         |
| 45 |        | Francesco     | Ferrajoli   | 01.01.1950 | 11.12.1951 |                         |
| 46 | rag.   | Giovanni      | Fraiese     | 11.12.1951 | 18.06.1952 | Commissario Prefettizio |
| 47 | avv.   | Ugo Oreste    | Pepe        | 18.06.1952 | 24.10.1980 |                         |
| 48 | rag.   | Vincenzo      | Sessa       | 24.10.1980 | 28.06.1981 | Commissario Prefettizio |
| 49 | avv.   | Ugo Oreste    | Pepe        | 28.06.1981 | 01.03.1985 |                         |
| 50 | dr.    | Agostino      | Santamaria  | 01.03.1985 | 29.06.1985 | Commissario Prefettizio |
| 51 | ing.   | Salvatore     | Silvestri   | 29.06.1985 | 11.02.1989 |                         |
| 52 |        | Vincenzo      | Pepe        | 11.02.1989 | 02.08.1989 |                         |
| 53 | ing.   | Antonio       | Fortino     | 02.08.1989 | 17.08.1990 |                         |
| 54 | ing.   | Salvatore     | Silvestri   | 17.08.1990 | 17.11.1990 |                         |
| 55 | ing.   | Pasquale      | Marrazzo    | 17.11.1990 | 15.09.1992 |                         |
| 56 | dr.    | Luigi         | Nocera      | 15.09.1992 | 22.02.1995 |                         |
| 57 | dr.    | Francesca     | Buccino     | 22.02.1995 | 26.04.1995 | Commissario Prefettizio |
| 58 | ing.   | Pasquale      | Marrazzo    | 26.04.1995 | 31.07.1998 |                         |
| 59 | dr.    | Giulio Pietro | Scarabino   | 31.07.1998 | 30.11.1998 | Commissario Prefettizio |
| 60 | avv.   | Roberto       | Marrazzo    | 30.11.1998 | 15.04.2008 |                         |
| 61 |        | Nunzio        | Carpentieri | 15.04.2008 | 26.05.2013 |                         |
| 62 |        | Nunzio        | Carpentieri | 27.05.2013 | 01.05.2015 |                         |
| 63 | dott.  | Francesco     | De Angelis  | 01.05.2015 | 06.06.2016 | Vice Sindaco Reggente   |
| 64 |        | Nunzio        | Carpentieri | 06.06.2016 | 12.08.2020 |                         |
| 65 | dott.  | Antonio       | La Mura     | 12.08.2020 | 04.10.2021 | Vice Sindaco Reggente   |
| 66 | dott.  | Antonio       | La Mura     | 04.10.2021 |            |                         |